# Клисмос

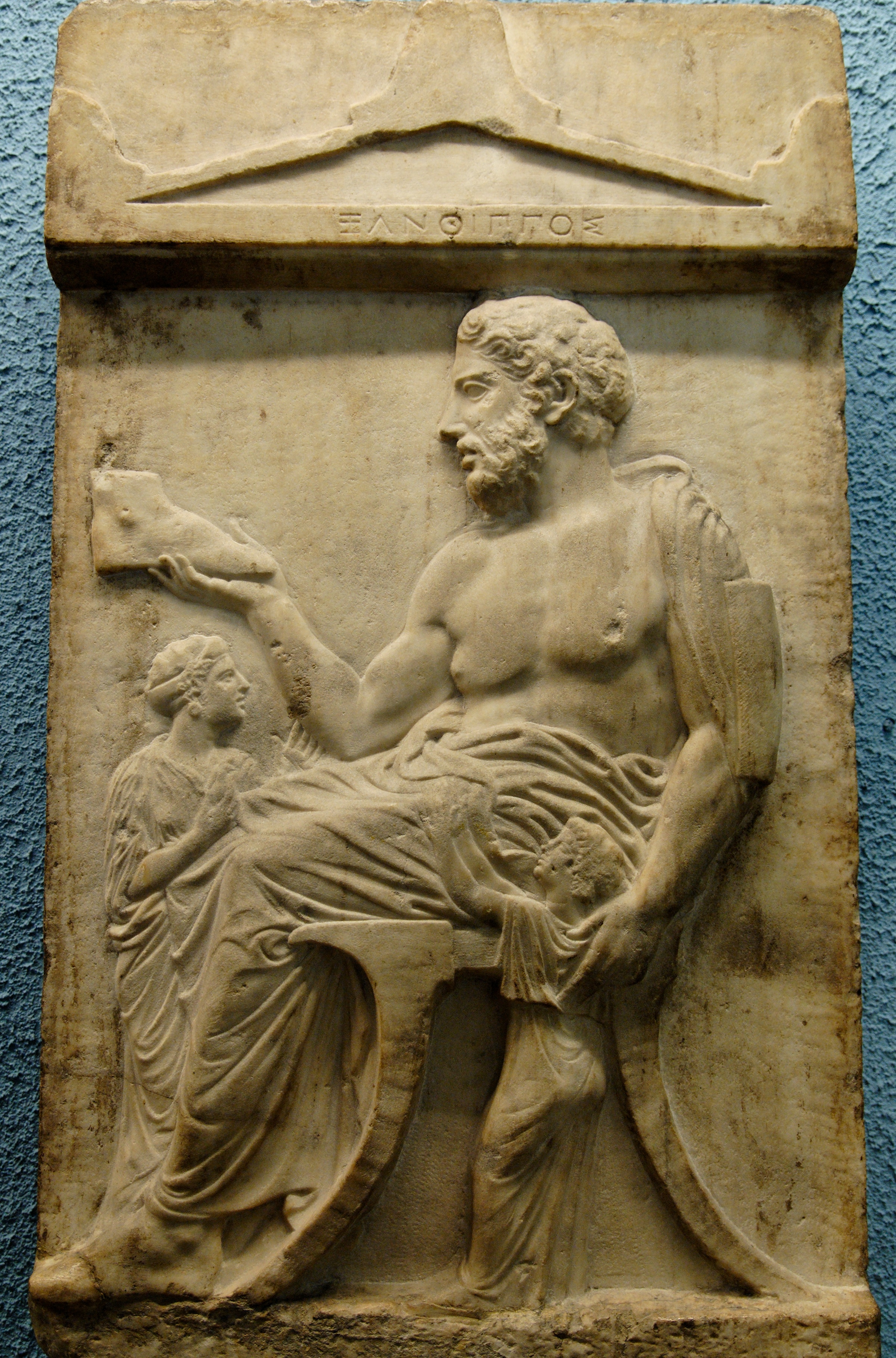
Клисмос на надгробии Ксанитиппоса из Афин (около 430—420 года до н. э.)

Клисмос (от др.-греч. κλισμός) — древнегреческий стул с гнутой спинкой и «саблевидными», изогнутыми наружу, ножками.
В отличие от многих других предметов древнегреческого обихода, клисмос является исключительно древнегреческим изобретением, не затронутым влияниями древнеегипетской и ассирийской культур. Название происходит от др.-греч. κλίνειν, «отклоняться», однокоренного с др.-греч. κλίνη, «постель». Древние греки использовали термин для любого стула с гнутой спинкой, который не был «троном» (креслом).

## Форма
Алексиу[кто?] прослеживает форму изогнутых ножек к неолиту, когда для ножек применялись изогнутые ветви. Форма с гнутой спинкой относится к бронзовому веку и, по-видимому, унаследована от каких-то конструкций архаического периода.
По мнению Я. Ю. Ленсу, клисмос является примером популярного в Древней Греции принципа согласования предметов с формой и размерами человеческого тела, в данном случае повторяя линии тела. Согласно Гомеру, богини предпочитали сидеть именно на клисмосах (Барбутис, однако, предполагает, что Гомер мог ссылаться на другое, трёхногое, микенское кресло).
Между передними ножками кресла часто располагалась подставка для ног, обычно выполненная в виде отдельного предмета мебели. Спинка прикреплялась к продолжению задних ножек клисмоса; верх ножек изгибался внутрь кресла, придавая им S-образную форму. Сама спинка выполнялась в форме слегка изогнутой планки. 
Отделка клисмоса была простой, отсутствовали львиные лапы, головы лебедей и даже перемычки между ножками. В отличие от некоторых других видов греческой мебели, клисмос не складывался. Судя по каменным копиям клисмоса и изображениям, высота клисмоса составляла 46±2 сантиметра.
Верха совершенства клисмосы достигли к V веку до н. э., после чего наступила деградация с заменой изящной гнутой спинки на грубый брусок.

## Археология
Как в случае большинства других деревянных объектов, археологические свидетельства о клисмосе дошли до нас в виде предметов изобразительного искусства. Интересным и пока необъяснённым фактом является то, что изображения клисмоса, в отличие от других предметов древнегреческой мебели, можно найти только на барельефах и живописи на вазах.
Деревянные образцы не сохранились.

## В Древнем Риме

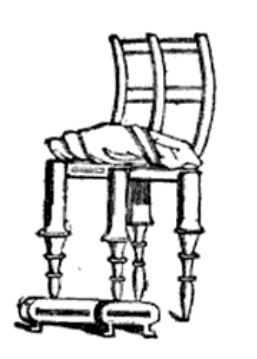
Кафедра, рисунок с фрески в Помпеях

В Древнем Риме клисмос был усовершенствован, его аналогом стал мягкий стул «кафедра».

## В Новое время

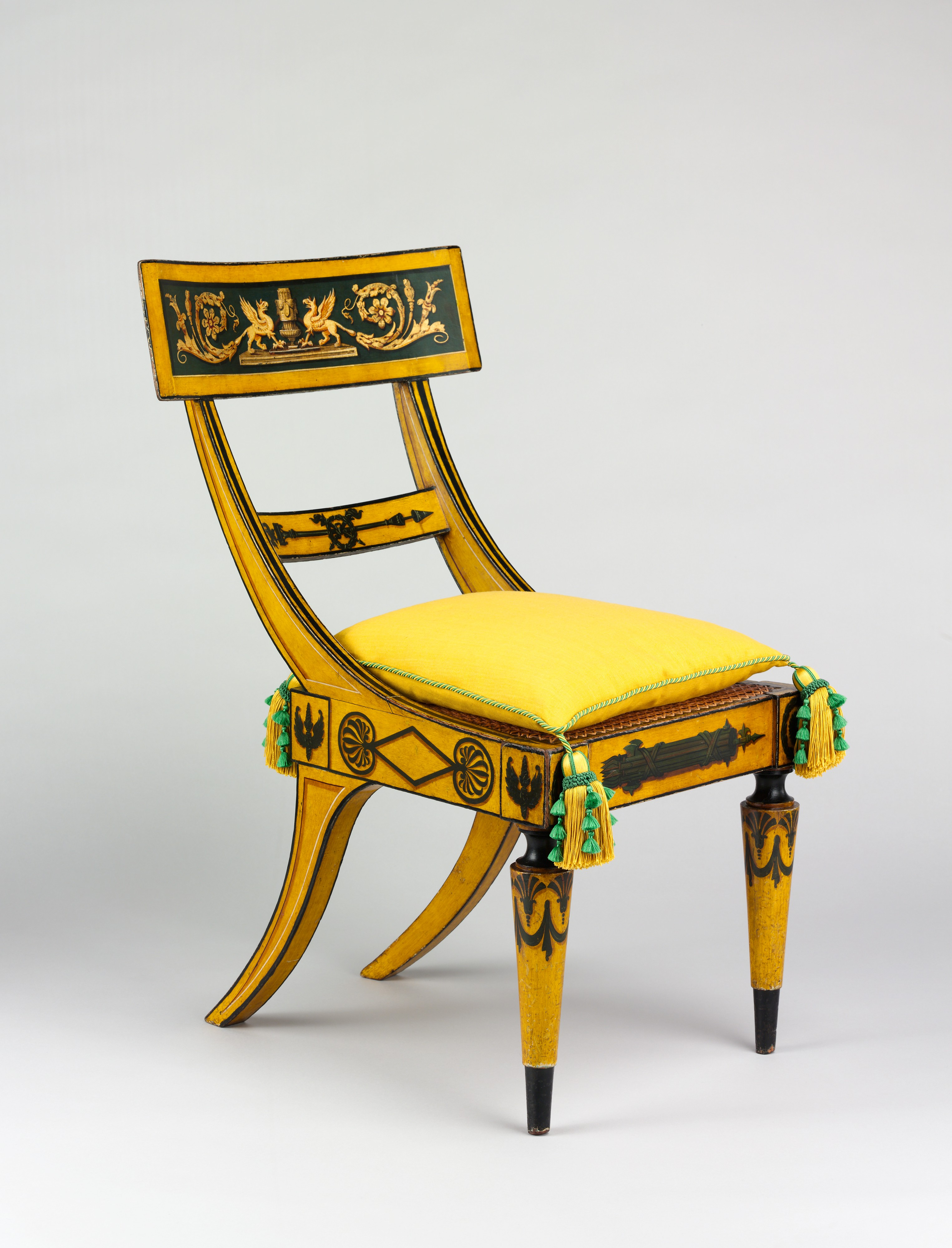
Клисмос начала XIX века

В Новое время клисмосы получили распространение в эпоху Регентства, когда декоратор-любитель Томас Хоуп возродил интерес к античной мебели. Клисмос остался популярной классической формой в Европе и США, особенно в работах американского мебельщика первой половины XIX века Д. Пфайфа.